# Витиньо (футболист, 1999)
Ви́тор У́го Наун дос Са́нтос (порт.-браз. Vitor Hugo Naum dos Santos; род. 1 апреля 1999, Сан-Жозе-дус-Кампус, Сан-Паулу), более известный как Вити́ньо (порт.-браз. Vitinho) — бразильский футболист, полузащитник киевского «Динамо», выступающий на правах аренды за «Интернасьонал».

## Биография
Уроженец Сан-Жозе-дус-Кампус (штат Сан-Паулу), с января 2015 года Витиньо находился в структуре «Атлетико Паранаэнсе».
За профессиональную команду дебютировал 15 февраля 2018 года в домашнем матче чемпионата штата Парана против «Фос-ду-Игуасу» (0:0), выйдя на 61-й минуте вместо Эдерсона. Первое появление в Серии А состоялось 2 мая 2019 года, когда Витиньо вышел на замену за минуту до конца выездного матча против «Форталезы» (1:2) вместо Никана. В домашнем матче против «Интернасьонала» 14 июля 2019 года принес победу своей команде (1:0), выйдя на замену вместо Марсело Сирино за 12 минут до конца матча. 25 июля 2019 года дебютировал в Кубке Либертадорес в матче против аргентинской «Боки Хуниорс» (0:1), заменив на 80-й минуте Марсело Сирино.
8 августа 2019 года продлил контракт с «Атлетико Паранаэнсе» до конца июля 2022 года. В 2021 году внёс значительный вклад в успешное выступление команды в Южноамериканском кубке. Витиньо в девяти матчах турнира забил четыре гола. 20 ноября, уже после ухода Витиньо, его бывшие партнёры выиграли этот турнир. Также он сыграл четыре матча и забил один гол в розыгрыше Кубка Бразилии 2021, в котором «Атлетико Паранаэнсе» также дошёл до финала.
31 августа 2021 года подписал пятилетний контракт с украинским клубом «Динамо» (Киев). 18 сентября 2021 дебютировал за «Динамо» в матче восьмого тура украинской Премьер-лиги против «Александрии» (1:0), заменив Карлоса де Пену на 69-й минуте. 20 октября дебютировал в еврокубках в матче Лиге чемпионов УЕФА против «Барселоны», заменив на 61-й минуте Карлоса де Пену. 6 ноября 2021 года забил свой первый гол за «Динамо» в матче чемпионата Украины против «Ворсклы», поразив ворота соперника на 5-й компенсированной минуте.

## Статистика

### Клубная
| Выступление      | Выступление      | Выступление      | Чемпионат | Чемпионат | Кубок | Кубок | Еврокубки | Еврокубки | Прочие | Прочие | Итого | Итого |
| Клуб             | Лига             | Сезон            | Игры      | Голы      | Игры  | Голы  | Игры      | Голы      | Игры   | Голы   | Игры  | Голы  |
| ---------------- | ---------------- | ---------------- | --------- | --------- | ----- | ----- | --------- | --------- | ------ | ------ | ----- | ----- |
| Динамо Киев      | Премьер-лига     | 2021/22          | 8         | 3         | 1     | 0     | 3         | 0         | 1      | 0      | 13    | 3     |
| Динамо Киев      | Итого            | Итого            | 8         | 3         | 1     | 0     | 3         | 0         | 1      | 0      | 13    | 3     |
| Всего за карьеру | Всего за карьеру | Всего за карьеру | 8         | 3         | 1     | 0     | 3         | 0         | 1      | 0      | 13    | 3     |

## Достижения
- Чемпион штата Парана (3): 2018, 2019, 2020
- Обладатель Кубка Бразилии: 2019